# Pertica Alta
Pertica Alta (lombardul: Pèrtega Àlta) település Olaszországban, Lombardia régióban, Brescia megyében. Lakosainak száma 553 fő (2023. január 1.). Pertica Alta Collio, Lodrino, Mura, Vestone, Casto, Marmentino és Pertica Bassa községekkel határos.

## Népesség
A település lakossága az elmúlt években az alábbi módon változott:
| Lakosok száma | 566  | 563  | 553  |
|               | 2017 | 2018 | 2023 |